# Lugros
Lugros és un municipi andalús situat a la província de Granada, a la comarca de Guadix. Està al vessant nord de Sierra Nevada. Una gran part del seu territori està dins del Parc Nacional de Sierra Nevada amb centenars de plantes endèmiques que només es troben a aquesta zona.
Lugros es troba en un espai privilegiat, voltat pel massís granadí té gran part del seu territori dins del parc natural de la Sierra Nevada.
Té uns paisatges increïbles. És terra de contrasts estacionals i paisatgístics.
Dins el terme municipal hi ha una finca denominada "El camarate" un lloc de gran bellesa i degut al seu caràcter privat durant molts anys no ha estat desforestada als anys 60 i conserva les espècies autòctones intactes, roure, bedoll, teix, arç blanc, auró, etc.
Altres paratges com el Barranc de la rambla seca, que separa els termes municipals de Lugros i La Peza, la vall del Riu Alhama, la Solana de l'Espartal són llocs de visita obligada.
Gran part del terme municipal de Lugros es troba al Parc Natural de Sierra Nevada, amb una superfície de 171.646 ha., s'estén per les províncies de Granada i Almeria ocupant la pràctica totalitat del massís del mateix nom, declarat com tal el 1989 per la llei autonòmica en la que es va aprovar l'inventari d'espais naturals d'Andalusia i ja el 1986 Reserva de la Biosfera pel Programa MAB (Man and Biosphere) de la UNESCO.